# Тростянець (Яворівський повіт)
Тростянець — колишнє село у Яворівському районі. Відселене у зв'язку з утворенням Яворівського військового полігону.

## Історія
За часів Речі Посполитої село належало до королівських маєтностей, яворівського староства, у Львівській землі Руського воєводства. 5 квітня 1661 р. в Яворові староста яворівський Ян Собеський підтвердив підданим Лосевичам з Тростянця на володіння на півлану корчемної землі в цьому ж селі. У 1672 р. він же (Ян Собеський) уже в чині маршалка і гетьмана війська коронного за наказом короля реорганізовує розбиті при облозі Тростянця корогви.
В 1880 році було в селі і в присілках Бідунь, Березина Мала, Березина Велика, Гора, Кут, Крушини, Марки, Мартини, Новесело, Раби і Воля 219 будинків і 1171 житель у гміні та 14 будинків і 92 жителі на території панського двору (1174 греко-католики, 2 римо-католики, 54 юдеї, 33 інших визнань). Парафія римо-католицька була в Магерові, греко-католицька — на місці, яворівського деканату.
На 01.01.1939 в селі проживало 1720 мешканців, з них 1615 українців-грекокатоликів, 20 українців-римокатоликів, 15 євреїв і 70 поляків. Місцева греко-католицька парафія належала до Немирівського деканату Перемишльської єпархії, була дерев’яна церква Різдва Пресвятої Богородиці, збудована 1796 року. Село входило до ґміни Вєжбяни Яворівського повіту Львівського воєводства Польської республіки. Після анексії СРСР Західної України в 1939 році село включене до Яворівського району Львівської області.
У 1940 р. село було зруйноване внаслідок створення Червоною армією Львівського артилерійського полігону з виселенням жителів у Бессарабію, тому при проведеному 1.03.1943 німцями переписі село не зафіксоване..